# Bandenspanningcontrolesysteem

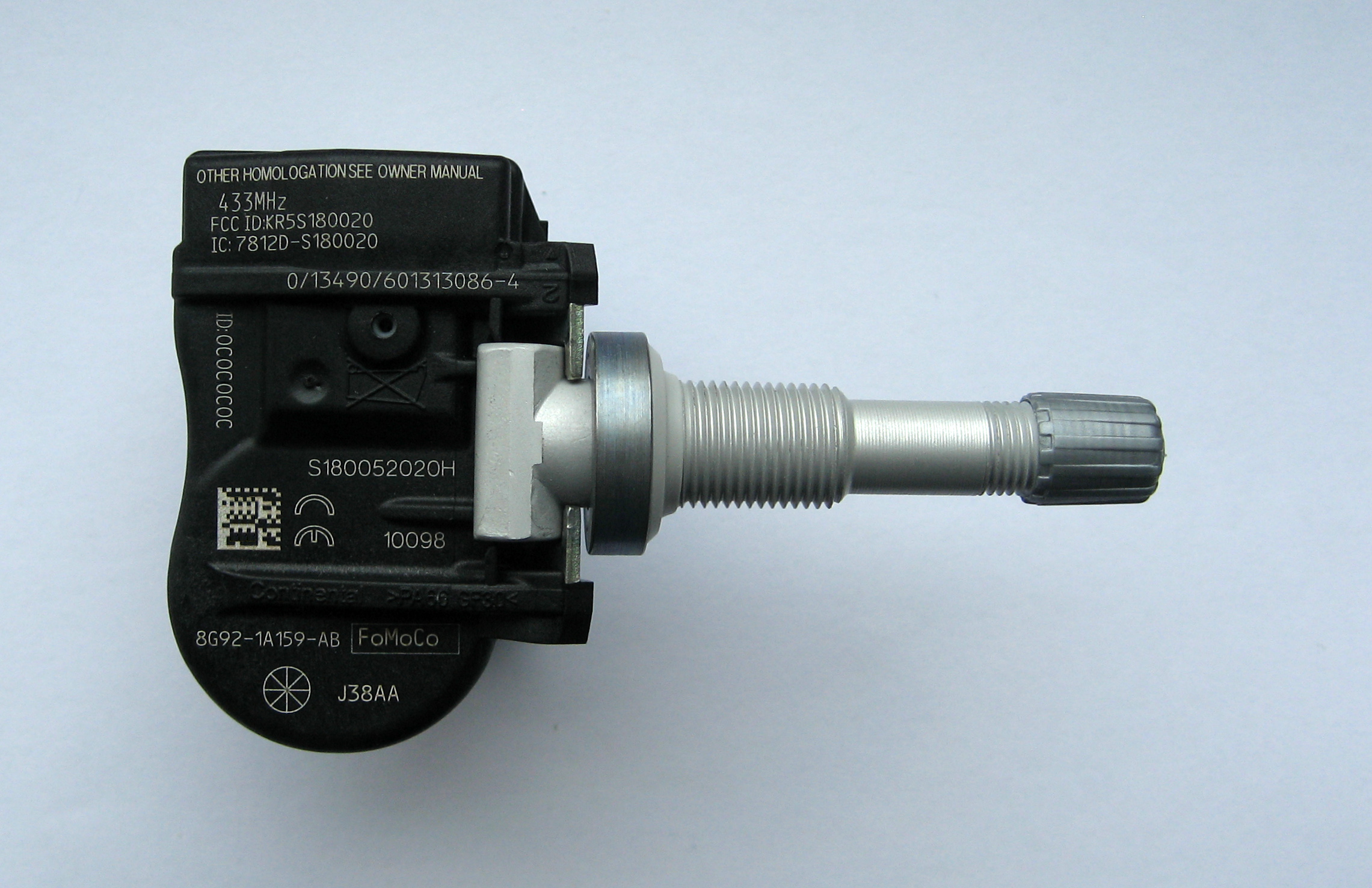
Bandenspanningsensor voor Ford en Volvo

Een bandenspanningcontrolesysteem is een elektronisch systeem voor voertuigen waarmee tijdens het rijden de bandenspanning wordt gecontroleerd.
Het systeem werkt met sensoren die in de velg (soms in het bandenventiel) zijn aangebracht en via een elektronisch signaal op het dashboard melding maken van een te hoge of te lage bandenspanning. Sommige systemen geven per wiel de bandenspanning aan.
Het systeem werd in 1986 geïntroduceerd door Porsche en werd eind jaren negentig een veelvoorkomende optie.
Dit systeem, vaak TPMS (Tire-Pressure Monitoring System) genoemd, is bij alle auto's die nieuw verkocht worden sinds 1 november 2014 verplicht. Dit was al het geval voor alle nieuw verkochte auto's met een typegoedkeuring van na 1 november 2012.